# Tenthredo
Tenthredo es un género de insecto sínfito de la familia Tenthredinidae, sub-familia Tenthredininae. Es de distribución holártica con más de 700 especies.

## Descripción
Las especies de este género se reconocen fácilmente por su apariencia de avispas, aunque carecen del estrechamiento o cintura de las verdaderas avispas, Vespidae. Tienen largas antenas. Las alas delanteras tienen una celdilla con forma de lanza con una nervadura transversal recta.
Las larvas se alimentan de una gran variedad de plantas, pero en general cada especie se especializa en una o varias especies relacionadas. Los adultos se alimentan de moscas y otros insectos pequeños que encuentran en flores.

## Especies
- T. abdominalis (Matsumura, 1912)
- T. adusta Motschulsky, 1866
- T. albiventris (Mocsáry, 1880)
- T. alboannulata (Takeuchi, 1933)
- T. algoviensis Enslin, 1912
- T. amasiensis (Kriechbaumer, 1869)
- T. amoena Gravenhorst, 1807
- T. amurica Dalla Torre, 1894
- T. arctica (C. G. Thomson, 1870)
- T. arcuata Forster, 1771
- T. arida (Lacourt, 1995)
- T. asiatica Enslin, 1910
- T. asperrima Lacourt, 1980
- T. atra Linnaeus, 1758
- T. babai Takeuchi, 1936
- T. baetica Spinola, 1843
- T. balteata Klug, 1814
- T. basizonata Malaise, 1938
- T. bifasciata O. F. Müller, 1766
- T. bipunctula Klug, 1814
- T. bipunctulata Enslin, 1920
- T. bizonula (Enslin, 1910)
- T. borea Enslin, 1919
- T. brachycera (Mocsary, 1909)
- T. brevicornis (Konow, 1886)
- T. campestris Linnaeus, 1758
- T. canariensis (Schedl, 1979)
- T. caspia (Ed. André, 1881)
- T. caucasica Eversmann, 1847
- T. clathrata Enslin, 1912
- T. colon Klug, 1814
- T. confinis (Konow, 1886)
- T. confusa Serville, 1823
- T. contigua (Konow, 1894)
- T. contusa Enslin, 1920
- T. convergenata (Takeuchi, 1955)
- T. costata Klug, 1817
- T. crassa Scopoli, 1763
- T. cunyi Konow, 1886
- T. cylindrica (Rohwer, 1911)
- T. dahlii Klug, 1817
- T. decens Zhelochovtsev, 1939
- T. devia (Konow, 1900)
- T. diana Benson, 1968
- T. distinguenda Stein, 1885
- T. eburata Konow, 1900
- T. eburneifrons W. F. Kirby, 1882
- T. eduardi (Forsius, 1919)
- T. emphytiformis Malaise, 1931
- T. enslini (Schirmer, 1913)
- T. excellens (Konow, 1886)
- T. fagi Panzer, 1798
- T. ferruginea Schrank, 1776
- T. finschi Kirby, 1882
- T. flaveola Gmelin, 1790
- T. flavipectus (Matsumura, 1912)
- T. flavipennis Brullé, 1832
- T. flavomandibulata (Matsumura, 1912)
- T. frauenfeldii Giraud, 1857
- T. fukaii (Rohwer, 1910)
- T. fuscoterminata Marlatt, 1898
- T. gifui Marlatt, 1898
- T. giraudi (Taeger, 1991)
- T. hilaris F. Smith, 1874
- T. hokkaidonis (Malaise, 1931)
- T. ignobilis Klug, 1814
- T. jacutensis (Konow, 1897)
- T. jakutensis (Konow, 1897)
- T. japonica (Mocsary, 1909)
- T. jelochovcevi Vassilev, 1971
- T. jonoensis Matsumura, 1912
- T. jozana (Matsumura, 1912)
- T. katsumii Togashi, 1974
- T. kiobii Togashi, 1973
- T. korabica Taeger, 1985
- T. kurilensis (Takeuchi, 1931)
- T. lacourti Taeger, 1991
- T. largiflava (Enslin, 1910)
- T. limbalis Spinola, 1843
- T. livida Linnaeus, 1758
- T. llorentei (Lacourt, 1995)
- T. longipennis (Matsumura, 1912)
- T. luteipennis Eversmann, 1847
- T. luteocincta Eversmann, 1847
- T. maculata Geoffroy, 1762
- T. maculipes Serville, 1823
- T. mandibularis Fabricius, 1804
- T. marginella Fabricius, 1793
- T. matsumurai (Takeuchi, 1933)
- T. merceti (Konow, 1905)
- T. meridiana Serville, 1823
- T. mesomela Linnaeus, 1758
- T. microps Konow, 1903
- T. mioceras Enslin, 1912
- T. mitsuhashii (Matsumura, 1920)
- T. moniliata Klug, 1814
- T. monozonus (Kriechbaumer, 1869)
- T. mortivaga Marlatt, 1898
- T. nagaii (Togashi, 1963)
- T. naraensis Kumamoto, 1987
- T. neobesa Zombori, 1980
- T. nevadensis Lacourt, 1980
- T. nigripleuris (Enslin, 1910)
- T. nigropicta (F. Smith, 1874)
- T. nitidiceps (Takeuchi, 1955)
- T. notha Klug, 1814
- T. notomelas Enslin, 1920
- T. nympha Pesarini, 1999
- T. obsoleta Klug, 1814
- T. occupata Kumamoto, 1987
- T. okamotoi Inomata, 1967
- T. olivacea Klug, 1814
- T. omissa Forster, 1844
- T. ornata André, 1881
- T. ornatularia Shinohara, 1994
- T. picticornis (Mocsary, 1909)
- T. platycera (Mocsary, 1909)
- T. procera Klug, 1814
- T. propinqua Klug, 1817
- T. providens F. Smith, 1874
- T. pyrenaea Taeger & Schmidt, 1992
- T. rubricoxis (Enslin, 1912)
- T. rubrocaudata (Takeuchi, 1936)
- T. sabariensis (Mocsáry, 1880)
- T. sakaguchii (Takeuchi, 1933)
- T. sapporensis (Matsumura, 1912)
- T. schaefferi Klug, 1814
- T. scrophulariae Linnaeus, 1758
- T. sebastiani (Lacourt, 1988)
- T. segmentaria Fabricius, 1798
- T. sekidoensis Togashi, 1976
- T. semirufa (Ed. André, 1881)
- T. shinoharai Togashi, 1974
- T. shishikuensis (Togashi, 1963)
- T. silensis A. Costa, 1859
- T. simplex Dalla Torre, 1882
- T. smithiana Togashi, 1977
- T. smithii Kirby, 1882
- T. sobrina Eversmann, 1847
- T. solitaria Scopoli, 1763
- T. subolivacea (Takeuchi, 1955)
- T. sulphuripes (Kriechbaumer, 1869)
- T. takeuchii (Togashi, 1963)
- T. tamanukii (Takeuchi, 1936)
- T. tanakai Togashi, 1973
- T. temula Scopoli, 1763
- T. tenuivaginata (Takeuchi, 1955)
- T. thompsoni (Curtis, 1839)
- T. togashii Kumamoto & Shinohara, 1997
- T. trabeata Klug, 1814
- T. tsunekii Togashi, 1966
- T. umbrica Benson, 1959
- T. ussuriensis (Mocsary, 1909)
- T. velox Fabricius, 1798
- T. versuta Mocsary, 1909
- T. vespa Retzius, 1783
- T. vespiformis Schrank, 1781
- T. vespula Kumamoto & Shinohara, 1997
- T. vilarrubiai (Conde, 1935)
- T. violettae Lacourt, 1973
- T. viridatrix
- T. xanthopus Spinola, 1843
- T. xanthotarsis Cameron, 1876
- T. yezoensis Kumamoto, 1987
- T. zomborii Togashi, 1977
- T. zona Klug, 1814
- T. zonula Klug, 1814